# Discographie d'Issa El-Saieh et son Orchestre
Cette page détaille la discographie d'Issa El-Saieh & son Orchestre, également appelé Orchestre Saieh, actif en Haïti entre les années 1940 et 1950. 
La plupart des enregistrements ont été effectués sous label La Belle Créole, crée en 1947 par le fondateur de l'orchestre, Issa El-Saieh.
Cette liste comprend aussi les enregistrements de divers groupes constitués par le chef d'orchestre Issa El-Saieh, à travers des combinaisons de musiciens de l'Orchestre Saieh, tels que: The Belle Créole Group, La Belle Créole Trio, Bebo Valdés & His Rhythm, Rodolphe Legros & His Ibo Lele Group, Budd Johnson & The Le Perchoir Group, Wébert Sicot & His Cabane Choucoune Ensemble, The Cabane Choucoune Ensemble, Guy Durosier & His Rhythm ou Rodolphe Legros & His Ibo Lele Group.

## Discographie

### La Belle Créole (1947-1956)
Les enregistrements réalisés sur le label musical La Belle Créole - créé par Issa El-Saieh en 1947 - ont aussi été produits et supervisés par lui. Les enregistrements ont été effectués entre 1947 et 1956 dans différents lieux tels que Cabane Choucoune, Radio Commerce ou Radio Haïti de Ricardo Widmaier (à Port-au-Prince et Pétion-Ville) ainsi qu'à Miami, New-York et La Havane (principalement à Radio Progreso). 
Les enregistrements à double piste ont été réalisés sur des disques 78 tours, principalement au format 10 pouces. Les enregistrements multi-pistes ont été réalisés sur des disques 33 tours, au format 10 ou 12 pouces,.
| Année | Titre (genre) | Orchestre                                    | Notes |
| ----- | --- | -------------------------------------------- | --- |
| 1947  | face A: Audan na mira (Yanvalou) face B: Senti foula (Congo) | Issa El-Saieh & son Orchestre                | • Chant sur les deux morceaux par Joseph Trouillot (Ti Jo) |
| 1947  | face A: Carelite (Meringue) face B: Dans tes bras (Meringue) | Issa El-Saieh & son Orchestre                | • Dans tes bras : composé par Arsène Desgrottes, mélodie par Issa El-Saieh • Chant sur les deux morceaux par Joseph Trouillot (Ti Jo) |
| 1948  | face A: Cabane Choucoune (Meringue) face B: Plontonnade (Congo) | Issa El-Saieh & son Orchestre                | • Cabane Choucoune : composé par Budd Johnson et Issa El-Saieh • Chant sur les deux morceaux par Joseph Trouillot (Ti Jo) |
| 1950  | face A: Ti mâmâ (Meringue) face B: Carolina Cao (Congo) | Issa El-Saieh & son Orchestre                | • Chant sur les deux morceaux par Joseph Trouillot (Ti Jo) |
| 1950  | face A: Cabane Choucoune (Beguine) face B: Panama’m tombé (Congo) | Issa El-Saieh & son Orchestre                | • Cabane Choucoune : composé par Budd Johnson et Issa El-Saieh • Panama’m tombé: est une chanson bien connue du répertoire folklorique traditionnel haïtien, réalisée à la suite du décès du président haïtien Florvil Hyppolite (1828 - 1896) • Chant sur les deux morceaux par Joseph Trouillot (Ti Jo) |
| 1950  | face A: Roi tcha-tcha (Meringue) face B: Basilica (Meringue) | Issa El-Saieh & son Orchestre                | • Chant sur les deux morceaux par Joseph Trouillot (Ti Jo) |
| 1951  | face A: Macaya (Petro) face B: Ministre Azaca (Yanvalou) | Issa El-Saieh & son Orchestre                | • Chant sur les deux morceaux par Guy Durosier (Ti Guy) |
| 1951  | face A: Marié bon marié pa bon (Meringue) face B: Dodo Turgeau (Meringue) | Saieh & son Orchestre                        | • Chant sur les deux morceaux par Guy Durosier (Ti Guy) |
| 1951  | face A: Feuille face B: Creole Fantasy | The Belle Creole Group                       | • Chant sur les deux morceaux par Guy Durosier (Ti Guy) |
| 1951  | face A: Manzelle Roza (Meringue) face B: Erzulie Freda (Meringue) | La Belle Creole Trio                         | • Manzelle Roza: chant par Guy Durosier (Ti Guy) • Piano sur les deux morceaux par Billy Taylor |
| 1951  | face A: Souvenir d’Haïti (Meringue) face B: Angelico (Meringue) | La Belle Creole Trio                         | • Souvenir d’Haïti: est basé sur un poème/une chanson, écrit par Othello Bayard en 1920 • Piano sur les deux morceaux par Billy Taylor |
| 1951  | face A: Cherie face B: Ma Brune (Bolero - Beguine) | Saieh & son Orchestre                        | • Cherie: composé par Issa El-Saieh et Budd Johnson • Ma Brune: composé par Guy Durosier (Ti Guy), qui a également interprété le chant sur ce morceau |
| 1951  | face A: Angelico (Meringue) face B: If you should leave me (Si tu t’en vas) (Beguine - Foxtrot)                                                                                              | Saieh & son Orchestre                        | • If you should leave me (Si tu t’en vas): composé par Issa El-Saieh et Budd Johnson • Chant sur les deux morceaux par Guy Durosier (Ti Guy) |
| 1951  | face A: Moin tendé youn canon qui tiré (Yanvalou) face B: Cousin (Congo) | inconnu                                      | • Percussions sur les deux morceaux par Raymond Ballergeau (Ti Roro), Marcel Jean (Ti Marcel) and René Dor (Ti Dor) • Chant sur les deux morceaux par Joseph Trouillot (Ti Joe), Guy Durosier (Ti Guy), Herbert Widmaier (Herby) et Rodolphe Legros (Dodof)                                               |
| 1952  | face A: La Reine Soleil (Congo) face B: Panama’m tombé (Congo) | Issa El-Saieh & son Orchestre                | • Panama’m tombé est une chanson bien connue du répertoire folklorique traditionnel haïtien, réalisée à la suite du décès du président haïtien Florvil Hyppolite (1828 - 1896) • Chant sur les deux morceaux par Joseph Trouillot (Ti Jo)                                                                 |
| 1955  | face A: Yoyo (Meringue) face B: Pese Cafe (Congo) | Issa El-Saieh & son Orchestre                | • Chant sur les deux morceaux par Guy Durosier (Ti Guy) |
| 1955  | face A: Jacot (Meringue) face B: Sharpshooter (Guaracha) | Issa El-Saieh & son Orchestre                | • Jacot: composé par Rodolphe Legros (Dodof)? • Sharpshooter: paroles écrites par Antoine Radule • Chant sur les deux morceaux par Joseph Trouillot (Ti Jo) |
| 1955  | face A: Bam pa’m sans douce (Meringue) face B: Ti Zandor (Petro) | Bebo Valdés & His Rhythm                     | • Bam pa’m sans douce : composé par Issa El-Saieh • Chant sur les deux morceaux par Rodolphe Legros (Dodof) |
| 1955  | face A: Tu’em jète’m nan depotoir face B: Cornes (Si vous avez des cornes) (Ibo) | Bebo Valdés & His Group                      | • Cornes (Si vous avez des cornes) composé par Raoul Guillaume, chant interprété par Rodolphe Legros (Dodof) |
| 1955  | face A: Diane (Meringue) face B: Péligre (Carnaval 1955) (Meringue) | Bebo Valdés & His Rhythm                     | • Diane: composé par le Capitaine Luc Jean-Baptiste • Péligre (Carnaval 1955) : composé et interprété par Rodolphe Legros (Dodof) |
| 1955  | face A: Ouangol, oh (Petro) face B: Tous les jours’m sou (Meringue) | Rodolphe Legros & His Ibo Lele Group         | |
| 1955  | face A: Moin dit ou oui - ou dit moi non (Guaracha / Meringue) face B: Mon Capitaine (Meringue)                                                                                              | Budd Johnson & The Perchoir Group            | • Moin dit ou oui - ou dit moi non: chants sur les deux morceaux par les frères Dor, avec un solo au piano par Ernest Lamy (Nono) • Mon Capitaine: chants par Joseph Trouillot (Ti Jo) |
| 1955  | face A: Patience ma fille (Meringue) face B: Hougan cabrit (Afro) | Budd Johnson & The Perchoir Group            | • Patience ma fille composé par Issa El-Saieh • Chant sur les deux morceaux par Rodolphe Legros (Dodof) |
| 1955  | face A: Contredanse N°1 (Meringue) face B: Ché-ché | Wébert Sicot & His Cabane Choucoune Ensemble | • Chant sur les deux morceaux par Joseph Trouillot (Ti Jo), René Dor (Ti Dor) et Gérard Dupervil • Alto solo sur les deux morceaux par Wébert Sicot |
| 1955  | face A: Rédi-rédi (Meringue) face B: Marabout de mon coeur | Wébert Sicot & His Cabane Choucoune Ensemble | • Rédi-rédi : alto solo par Wébert Sicot • Marabout de mon coeur composé par Rodolphe Legros (Dodof) et Émile Roumer • Chant sur les deux morceaux par Joseph Trouillot (Ti Jo), René Dor (Ti Dor) et Gérard Dupervil                                                                                     |
| 1955  | Songs from Voodoo Haiti (titre de l'album) face A: 1. Feuille 2. Dans tes bras 3. Cabane Choucoune 4. Ma brune face B: 1. Creole Fantasy 2. Ministre Azaca 3. Carolina Cao 4. Panama’m tombe | Issa El-Saieh & son Orchestre                | Les morceaux de cet album ont été ré-enregistrés et publiés en 1955, par le label Supertone de Monogram Records, sous le titre "Exotic Songs from Voodoo Haiti by Issa EL SAIEH - Haiti’s greatest orchestral conductor and his outstanding Haitian Orchestra".                                           |
| 1956  | face A: Avadra (Meringue) face B: Coumbite | The Cabane Choucoune Ensemble                | • "Coumbite" composé par Joseph Trouillot (Ti Jo)? • Chants sur les deux morceaux par Joseph Trouillot (Ti Jo) |
| 1956  | face A: Le coq chante (Meringue) face B: Nous ce fan-mi (Meringue) | The Cabane Choucoune Ensemble                | • "Nous ce fan-mi" composé par Wébert Sicot? • Chants sur les deux morceaux par Joseph Trouillot (Ti Jo) |
| 1956  | face A: Rele'm (Petro) face B: Patience ma fille (Meringue) | Issa El-Saieh & son Orchestre                | • "Rele'm" composé par Issa El-Saieh? • "Patience ma fille" composé par Issa El-Saieh • Chants et chœurs sur les deux morceaux par Guy Durosier (Ti Guy), Herbert Widmaier (Herby) and René Dor (Ti Dor)                                                                                                  |
| 1956  | face A: Au Perchoir (Meringue) face B: Con ça nous ye (fèy nan bwa) (Petro) | Issa El-Saieh & son Orchestre                | • "Au Perchoir" composé par Issa El-Saieh • "Con ça nous ye" (fèy nan bwa) " composé par Issa El-Saieh?, avec chants et chœurs par Guy Durosier (Ti Guy), Herbert Widmaier (Herby) and René Dor (Ti Dor)                                                                                                  |
| 1956  | face A: Magie nan caille la face B: Bam pa’m sans douce (Meringue) | Issa El-Saieh & son Orchestre                | • "Magie nan caille la" composé par Issa El-Saieh? ; solo de piano joué par Bebo Valdés • "Bam pa’m sans douce" composé par Issa El-Saieh? • Chants et chœurs sur les deux morceaux par Guy Durosier (Ti Guy), Herbert Widmaier (Herby) and René Dor (Ti Dor)                                             |
| 1956  | face A: Oua mene’m allez (Piano meringue) face B: Merci Bon Dieu (Congo) | Issa El-Saieh & son Orchestre                | • "Oua mene’m allez" composé par Issa El-Saieh et Benítez ; solo de piano joué par Bebo Valdés • "Merci Bon Dieu" composé par Issa El-Saieh ; solo de piano joué par Bebo Valdés • Chants et chœurs sur les deux morceaux par Guy Durosier (Ti Guy), Herbert Widmaier (Herby) and René Dor (Ti Dor)       |
| 1956  | face A: Mathilda (Calypso) face B: Mouin cout nan ça | Guy Durosier & His Rhythm                    | • "Mathilda" composé par Harry (F.?) Thomas & Guy Durosier (Ti Guy)? ; piano joué par Bebo Valdés, alto sax solo de Guy Durosier (Ti Guy) • "Mouin cout nan ça" composé par Guy Durosier (Ti Guy)? ; solo de piano joué par Bebo Valdés • Chants sur les deux titres par Guy Durosier (Ti Guy)            |
| 1956  | face A: Tarlatane (Meringue) face B: Fais chemin ou | Guy Durosier & His Rhythm                    | • "Tarlatane" composé par Guy Durosier (Ti Guy)? • "Fais chemin ou" composé par Guy Durosier (Ti Guy)? • Chants sur les deux titres par Guy Durosier (Ti Guy) |
| 1956  | face A: A woman in love (Beguine) face B: Choucoune (Congo) | Issa El-Saieh & son Orchestre                | • "A woman in love" paroles par Frank Loesser, pour le film "Guys and Dolls" (1955) • "Choucoune" paroles par le poète haïtien Oswald Durand ; composition originale par Michel Mauléart Monton • Chants sur les deux titres par Herbert Widmaier (Herby)                                                 |
| 1956  | face A: Haiti (Meringue) face B: Arona leve (Meringue) | Issa El-Saieh & son Orchestre                | • "Haiti" composé par Marcel L. Sylvain • "Arona love" composé par Issa El-Saieh? • Chants sur les deux titres par Guy Durosier (Ti Guy) |
| 1956  | face A: 1. Con ça nous ye 2. Ouangol oh 3. Tous les jours m’sou 4. Ciseaux face B: 1. Magie nan caille la 2. Papa Pierre 3. Ibo Lélé 4. Feuilles nan bois                                    | Rodolphe Legros & His Ibo Lele Group         | • Avec Bebo Valdés au piano |
| 1956  | face A: 1. Contredanse N°1 2. Che che 3. Redi-redi 4. Marabout de mon coeur face B: 1. Coumbite 2. Le coq chante 3. Avadra 4. Nou ce fan mi                                                  | The Cabane Choucoune Ensemble                | • "Marabout de mon coeur" composé par Rodolphe Legros & Émile Roumer • "Coumbite" composé par Joseph Trouillot |

### Exotic Songs from Voodoo Haiti by Issa El-Saieh (1955)
Intitulé Exotic Songs from Voodoo Haiti by Issa El Saieh - le plus grand chef d'orchestre d'Haïti et son exceptionnel orchestre haïtien, l'album LP de 10 pouces a été enregistré et publié en 1955, par le label Supertone de Monogram Records, et produit par Manuel M. « Manny » Warner. La couverture de l'album a été conçue par Freund Lurye,.

### Issa El-Saieh presents Hi Fi Haitian Drums (1957)
Intitulé Issa El-Saieh presents Hi Fi Haitian Drums, l'album LP 33 tours 12 pouces a été enregistré en Haïti en 1957 et publié par Capitol Records en septembre 1957. 
Supervisés et compilés par Issa El-Saieh, les 12 titres présentent les célèbres batteurs Raymond Ballergeau (Ti Roro), Marcel Jean (Ti Marcel) ainsi que les chanteurs Guy Durosier, Joseph Trouillot (Ti Jo) et Renée Mirault, pour n'en citer que quelques-uns.

### Issa El Saieh presents Voodoo Drums in Hi Fi (1958)
Intitulé Issa El Saieh presents Voodoo Drums in Hi Fi, l'album LP 33 tours 12 pouces a été enregistré en Haïti en 1958 et publié par Atlantic Records en septembre 1958. 
Enregistré sous la supervision d'Issa El-Saieh (également directeur musical) et de Joseph Trouillot, avec Herbert Widmaier (Herby) comme ingénieur du son. Photographie de la couverture de l'album par Lee Friedlander et conception de la couverture par Marvin Israel,.

### Issa El-Saieh & His Haitian Orchestra (1958)
Intitulé Issa El-Saieh & His Haitian Orchestra, ce LP double piste 78 tours a été enregistré en Haïti et publié par Monogram Records en 1958. Il contient les chansons Panama'm tombe et Creole fantasy.

### Mini Records (1997-2007)
- 1997 : Issa El Saieh El Maestro et son Orchestre, avec Guy Durosier[8]
- 2007 : Issa El Saieh - La Belle Époque (Volume 1)[8]
- 2007 : Issa El Saieh - La Belle Époque (Volume 2)[8]